# Javanoxenia
Javanoxenia är ett släkte av tvåvingar. Javanoxenia ingår i familjen puckelflugor.
Kladogram enligt Catalogue of Life:
| Javanoxenia | \| \| Javanoxenia fransseni \| \| \| \| \| \| Javanoxenia punctiventris \| \| \| \| |
|             | \| \| Javanoxenia fransseni \| \| \| \| \| \| Javanoxenia punctiventris \| \| \| \| |
|             | Javanoxenia fransseni                                                               |
|             |                                                                                     |
|             | Javanoxenia punctiventris                                                           |
|             |                                                                                     |